# Erateina delineata
Erateina delineata är en fjärilsart som beskrevs av Paul Dognin 1900. Erateina delineata ingår i släktet Erateina och familjen mätare. Inga underarter finns listade i Catalogue of Life.